# Loreto (famiglia)
La famiglia Loreto è stata una famiglia aristocratica italiana originaria del Regno delle Due Sicilie.

## Origini
Circa nel 1600 si registra una famiglia nobile di nome Loreto a Sassari, in Sardegna, estintasi alla fine del XVII secolo.
Ai membri di questo ramo fu concessa l'ammissione allo stamento militare, nel 1643.
La famiglia Loreto fu inoltre una nobile famiglia di Genova estintasi meno di un secolo dopo dalla sua investitura del titolo di nobile della Repubblica di Genova. Il ramo genovese della famiglia venne ascritto all'albergo Lercaro.

## Storia
La famiglia Loreto, del Regno delle Due Sicilie, è originaria della Campania, ma fu presente anche nell'attuale  regione Molise a Guardialfiera.
Ricoprivano i titoli di nobili e conti.
Il casato era già nobile e insignito del titolo di conte nel periodo del vicereame degli Asburgo sul Regno delle Due Sicilie e mantenne tali titoli durante il periodo borbonico fino all'unificazione al Regno d'Italia.
Un ramo della famiglia, quello insignito del titolo di nobile, sopravvive nel Molise a Guardialfiera.
e il ramo insignito del titolo di conte ha discendenti presenti a Napoli.
Un altro ramo della famiglia sopravvive in Basilicata, in provincia di Matera. Alcuni Discendenti sono presenti nel centro-nord dell'Italia, prevalentemente in capoluoghi, dagli inizi del XX secolo.

## Stemma
Lo stemma del casato era originariamente d'oro, a tre bande di rosso, ma furono adottati diversi stemmi dai rami secondari della famiglia. 
Lo stemma del ramo genovese della famiglia era d'azzurro alla palma terrazzata di verde, alla fascia attraversante di rosso.